# Atmosféra Merkuru
Merkur měl nejspíše krátce po zformování atmosféru, která ale rychle zmizela vlivem nízké gravitace planety, vysoké teploty a interakcí molekul se slunečním větrem. V současnosti je kolem planety jen velmi slabá atmosféra dosahující pouze 10−15 baru, která je tvořena převážně vodíkem, héliem, kyslíkem, sodíkem, vápníkem, draslíkem a vodní párou.
Na rozdíl od pozemské atmosféry či jiných hustých atmosfér, se atmosféra Merkuru nečlení na jednotlivé vrstvy, ale povrch Merkuru je současně hranicí exosféry. Atomy se v atmosféře pohybují po balistických drahách a častější jsou jejich srážky s povrchem než mezi sebou. Exosféra Merkuru je velmi různorodá a nesymetrická, a to jak v rozložení částic, prvků tak i v mocnosti.

## Složení atmosféry
Atmosféra Merkuru není dlouhodobě stabilní, atomy v ní obsažené jsou neustále obnovovány z několika různých zdrojů. Atomy vodíku a helia pocházejí pravděpodobně ze Slunce. Do atmosféry se dostávají dočasně skrze výrony slunečního větru zachycené v magnetosféře planety. Dalším zdrojem by mohl být radioaktivní rozpad některých prvků v kůře Merkuru, čímž by docházelo k emisi helia, sodíku a draslíku do atmosféry. V červenci 2008 objevila během svého průletu sonda MESSENGER, že se v horních vrstvách atmosféry vyskytuje i vodní pára.
Sonda současně zjistila, že se za planetou táhne dlouhý chvost tvořený převážně vodíkem, ale také sodíkem a vápníkem. Určitý druh symetrie v rozložení vodíku a sodíku ve chvostu napovídá, že atmosféra planety je neustále v interakci se slunečním větrem, který ji ovlivňuje.

## Teplota
U těles, které mají velmi slabou atmosféru, což je i příklad Merkuru, teploty snadno mohou v krátké době překonávat značné rozdíly. Předpokládá se, že na přivrácené straně ke Slunci je teplota až 420 °C, zatímco na odvrácené straně je okolo -180 °C. S ohledem na velké teplotní rozpětí se předpokládá, že na formování povrchu bude mít silný dopad teplotní zvětrávání.